# Имя (грамматика)
Имя — категория частей речи, противопоставляемых глаголу.
Исторически старшая (XVIII—XIX века) традиция русистики (вслед за античной) объединяет имя существительное, имя прилагательное и имя числительное в единую часть речи. Однако морфологические различия между ними в современном русском языке приводят к тому, что в современных частеречных классификациях они различаются.
В логическом отношении имя существительное соответствует известной логической субстанции (конкретное или абстрактное понятие), а имя прилагательное известному признаку, то есть свойству предмета (субстанции), в то время как глагол означает только известное действие, деятельность или явление. Но хотя имя существительное выражает собой субстанцию (на что имя прилагательное не способно), тем не менее есть и существительные, означающие свойство и состояние. В свою очередь, есть глаголы, означающие продолжительные состояния, то есть свойства.
Таким образом, с точки зрения логического содержания далеко не всегда можно провести границу между И. существительным или прилагательным и глаголом. Всего последовательнее можно ещё провести различение на основании формальных (морфологических) признаков: флексия имени существительного и прилагательного (так назыв. склонение) резко отличается от флексии глагола (спряжение).
Но и здесь нельзя установить резких границ: склонение И. существительных и прилагательных первично тождественны (ср. санскритское и латинское склонения; славянское склонение И. существительных и кратких или простых прилагательных: напр. раб, раба, рабу…. добр, добра, добру и т. д.: склонение сложных прилагательных, как добрый, -ая, -ое, имеет местоименное происхождение). Глагол имеет именные формы, (причастия; неопределённое наклонение в славянском, греческом и в санскрите представляет собой падежные формы отглагольных И. существительных).
Образование степеней сравнения также не служит существенным признаком, отличающим И. прилагательное от И. существительного: есть прилагательные, не образующие степеней сравнения (железный, французский и т. п.), и есть известные формальные средства, свойственные И. существительным и дающие им возможность такой же градации в смысле количества, какую представляют степени сравнения (так назыв. уменьшительные и увеличительные образования: рука, ручка, ручища; дом, домик, домище и т. д.).